# Cocorăștii Mislii, Prahova
Cocorăștii Mislii este satul de reședință al comunei cu același nume din județul Prahova, Muntenia, România.
Așezarea este atestată documentar în anul 1441.